# بلیفنشتورف
بلیفنشتورف (به آلمانی: Blievenstorf) یک شهر در آلمان است که در لودویگسلوست-پارشیم واقع شده‌است. بلیفنشتورف ۴۹۰ نفر جمعیت دارد.